# Peni Kitiona
Peni Kitiona (ur. 24 czerwca 1994) – samoański piłkarz występujący na pozycji obrońcy. W 2012 roku wziął udział w Pucharze Narodów Oceanii.